# Краковский повет
Краковский повет (пол. Powiat krakowski) — повет (район) в Польше, входит как административная единица в Малопольское воеводство. Центр повета — город Краков (в состав повета не входит). Занимает площадь 1230,52 км². Население — 270 490 человек (на 31 декабря 2015 года).

## Административное деление
- города: Кшешовице, Скала, Скавина, Сломники, Свёнтники-Гурне
- городско-сельские гмины: Гмина Кшешовице, Гмина Скала, Гмина Скавина, Гмина Сломники, Гмина Свёнтники-Гурне
- сельские гмины: Гмина Чернихув, Гмина Иголомя-Вавженьчице, Гмина Ивановице, Гмина Ежмановице-Пшегиня, Гмина Коцмыжув-Любожица, Гмина Лишки, Гмина Михаловице, Гмина Могиляны, Гмина Сулошова, Гмина Велька-Весь, Гмина Забежув, Гмина Зелёнки

## Демография
Население повета дано на 31 декабря 2015 года.
| Перепись            | Всего   | Мужчины | Женщины |
| ------------------- | ------- | ------- | ------- |
| Всего               | 270 490 | 132 503 | 137 987 |
| Городское население | 44 873  | 21 568  | 23 305  |
| Сельское население  | 225 617 | 110 935 | 114 682 |